# Matfors
Matfors est une localité de la commune de Sundsvall dans le comté de Västernorrland en Suède.
Sa population était de 3 400 habitants en 2019.